# Шпенґавськ
Шпенґавськ (пол. Szpęgawsk, нім. Spengawsken) — село в Польщі, у гміні Староґард-Гданський Староґардського повіту Поморського воєводства.
Населення — 639 осіб (2011).
У 1975-1998 роках село належало до Гданського воєводства.

## Демографія
Демографічна структура станом на 31 березня 2011 року:
|          | Загалом | Допрацездатний вік | Працездатний вік | Постпрацездатний вік |
| -------- | ------- | ------------------ | ---------------- | -------------------- |
| Чоловіки | 323     | 47                 | 245              | 31                   |
| Жінки    | 316     | 51                 | 184              | 81                   |
| Разом    | 639     | 98                 | 429              | 112                  |